# NGC 7007
NGC 7007 (również PGC 66069) – galaktyka eliptyczna (E-S0), znajdująca się w gwiazdozbiorze Indianina. Odkrył ją John Herschel 8 lipca 1834 roku.